# Dipsacus yulongensis
Dipsacus yulongensis là một loài thực vật có hoa trong họ Kim ngân. Loài này được Ai & L.J.Yang mô tả khoa học đầu tiên năm 1995.